# 中央山脈
中央山脈（ちゅうおう-さんみゃく）は、台湾の山脈。台湾本島の脊梁で台湾五大山脈の1つ。全長340 km、山脈の最高峰は秀姑巒山（3,825 m）。台湾山脈、台湾中央山脈、シェンマイ (Shānmài) とも呼ばれる。日本統治時代には別の山脈に属する新高山（現・玉山）と共に「台湾アルプス」とも呼ばれていた。
中央山脈の北西には雪山山脈、南西には阿里山山脈、玉山山脈、東部には海岸山脈が、いずれも南北に走っている。

## 主な山
標高3,000mを優に越える高峰が並ぶ。
- 秀姑巒山 (3825 m)
- 馬博拉斯山(3765 m)

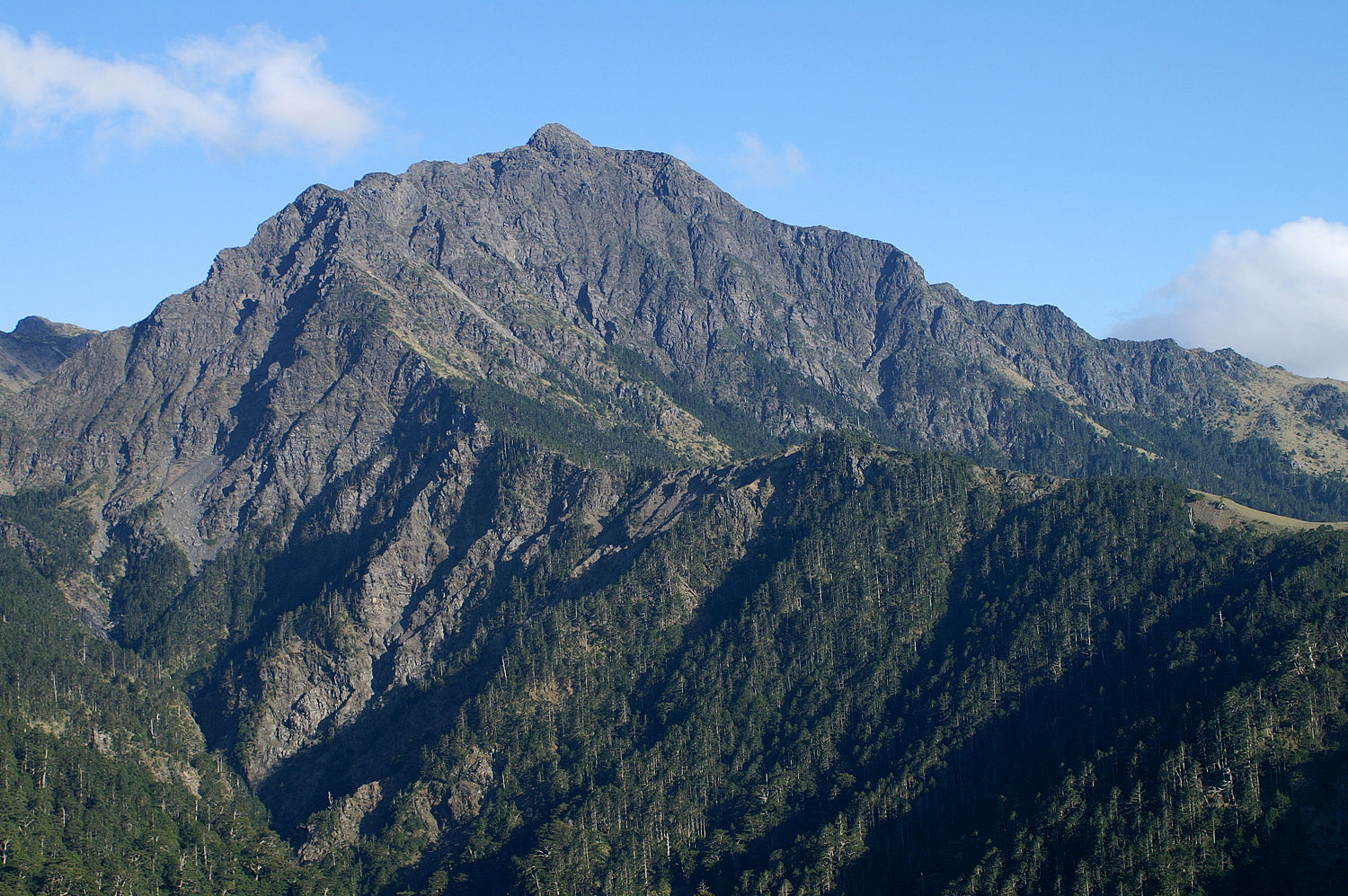
南湖大山 (3742 m)
- 合歓山 (合歡山、3714 m)
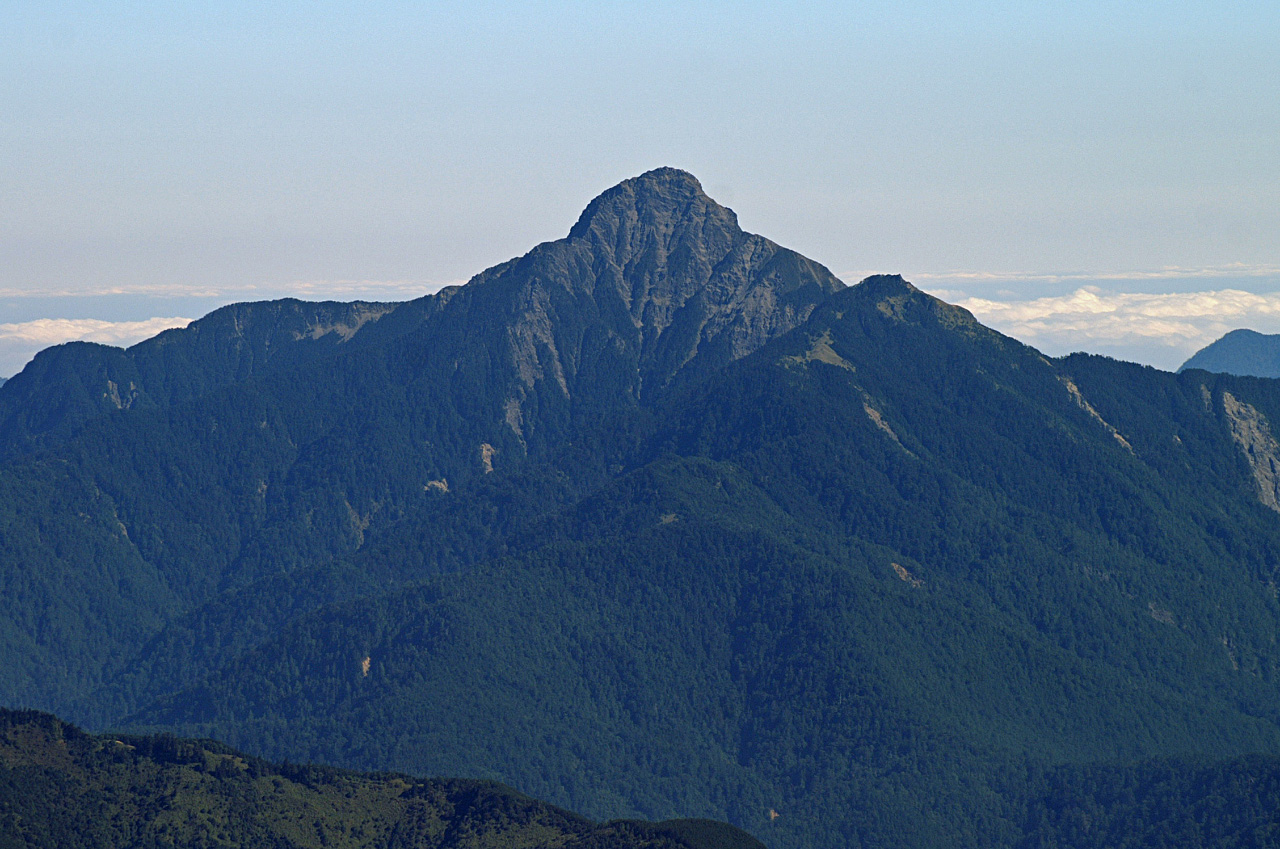
中央尖山 (3705 m)
- 関山 (關山、3668 m)
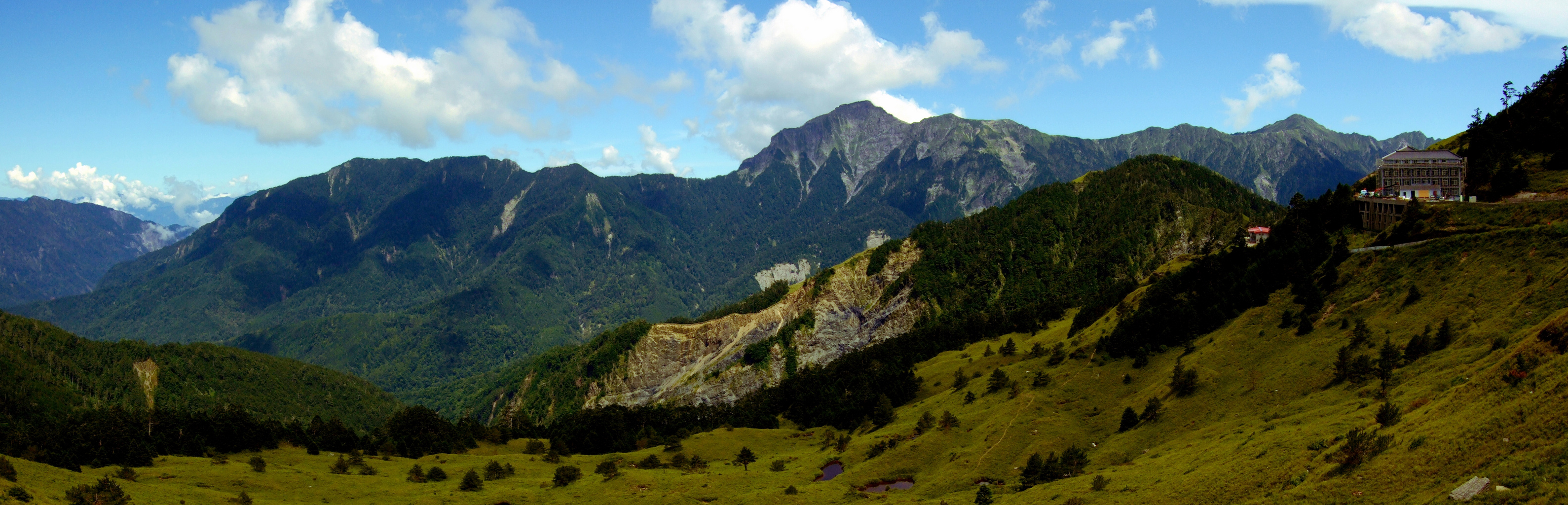
奇萊主山北峰 (3607 m)
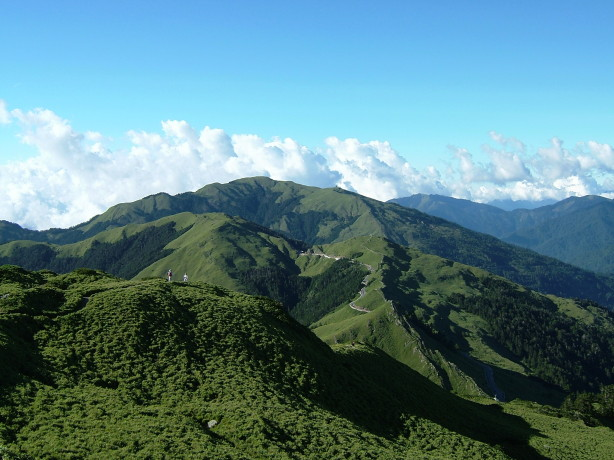
合歓山
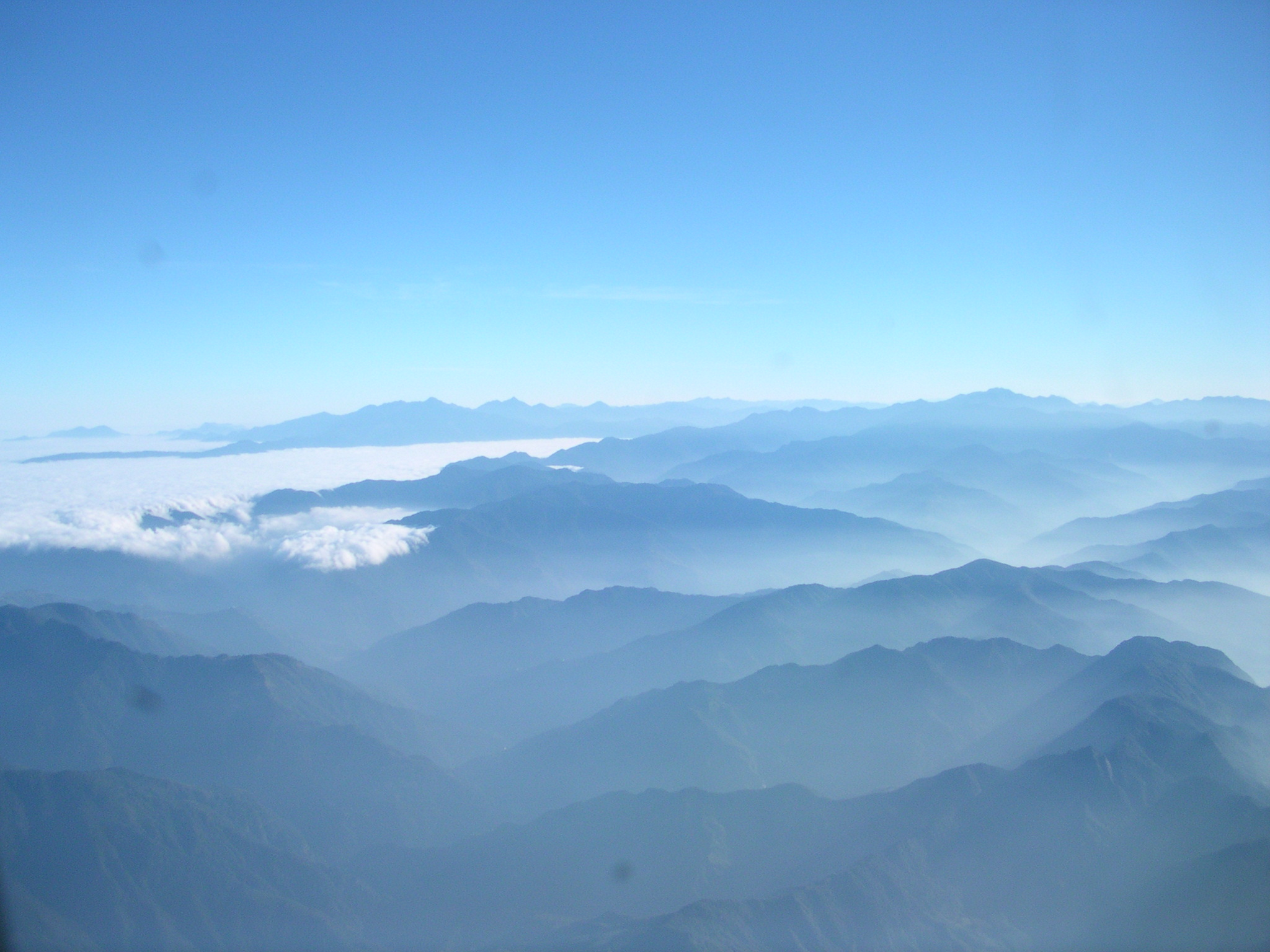
航空機から見た中央山脈

- 向陽山 (3602 m)
- 奇萊主山 (3560 m)
- 三叉山 (3496 m)
- 丹大山 (3325 m)
- 能高山 (3262 m)

- 南湖大山
- 中央尖山
- 奇萊連峰
- 合歓山
- 航空機から見た中央山脈